# Carcabuey
Carcabuey – gmina w Hiszpanii, w prowincji Kordoba, w Andaluzji, o powierzchni 79,74 km². W 2011 roku gmina liczyła 2659 mieszkańców.